# Sermesse
Sermesse település Franciaországban, Saône-et-Loire megyében. Lakosainak száma 246 fő (2022. január 1.). Sermesse Saunières, Pontoux, Toutenant és Verdun-Ciel községekkel határos.

## Népesség
A település népessége az elmúlt években az alábbi módon változott:
| Lakosok száma | 256  | 245  | 242  | 237  | 234  | 232  | 237  | 241  | 246  |
|               | 2013 | 2015 | 2016 | 2017 | 2018 | 2019 | 2020 | 2021 | 2022 |